# Lam Qua
Lam Qua ou Lam Gun (nom d'artiste en cantonais chinois : 林官 ; cantonais Jyutping : lam4gun1) de Kwan Kiu Cheong ou Gwaan Kyucoeng (chinois simplifié : 关乔昌 ; chinois traditionnel : 關喬昌 ; pinyin : guān qiáochāng ; cantonais Jyutping : gwaan1 kyu4coeng1), né en 1801 et décédé en 1860, artiste peintre chinois de la Dynastie Qing originaire de la province du Guangdong.
Il utilise les techniques de peinture à l'huile occidentale. Il est le premier peintre chinois de peinture de portrait à l'occidentale à avoir été exposé à l'Ouest.
Il est connu pour ses peintures de sujets médicaux commandé par le médecin Peter Parker missionnaire en Chine, et pour ses portraits de marchands occidentaux et chinois à Canton et Macao. Il avait un atelier dans l'actuelle Xinhua lu (chinois : 新华路 ; pinyin : xīnhuá lù ; litt. « Route nouvelle Chine »), au milieu des manufactures étrangères de Canton.

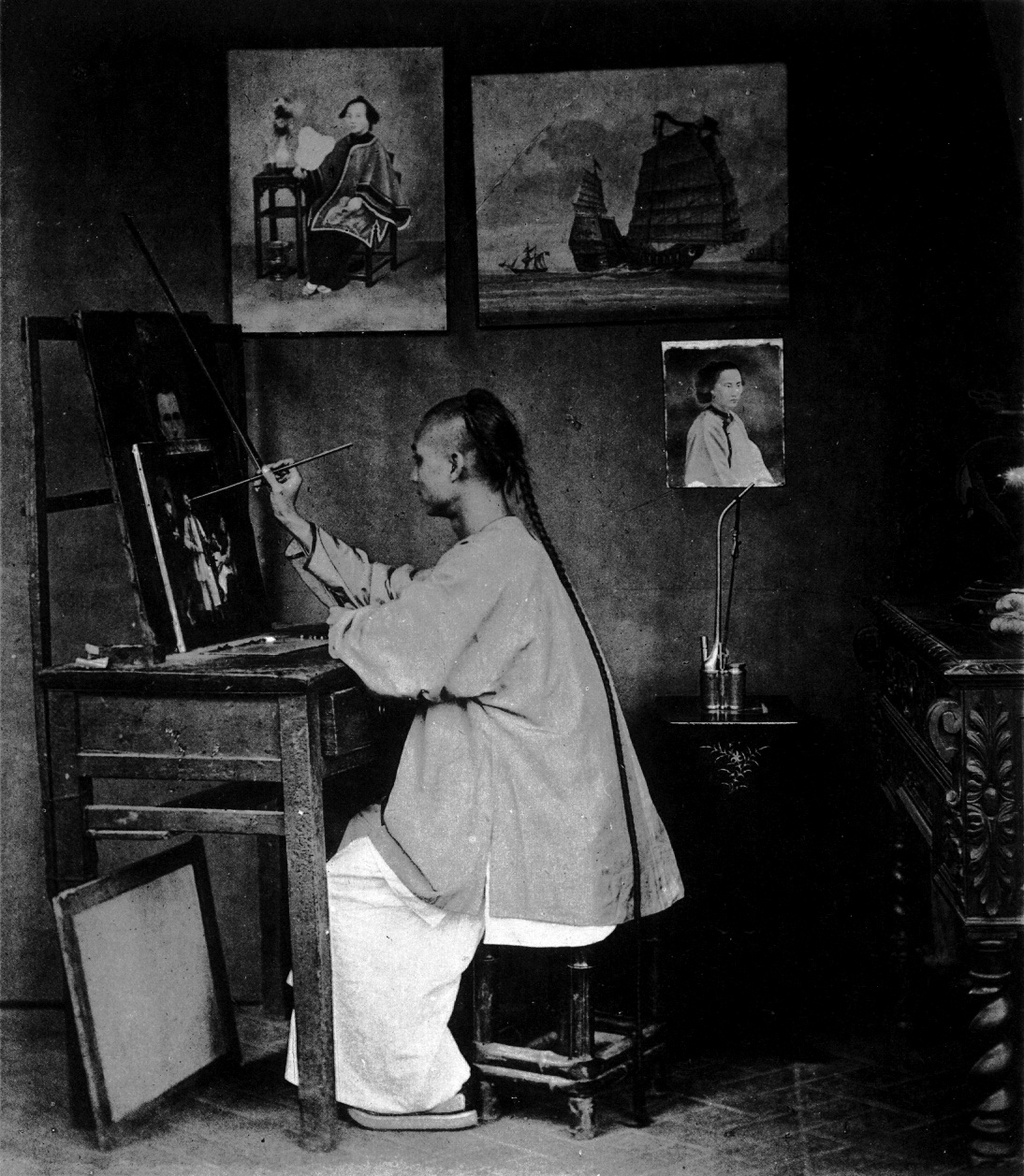
Lam Qua peignant dans son atelier

## Galerie

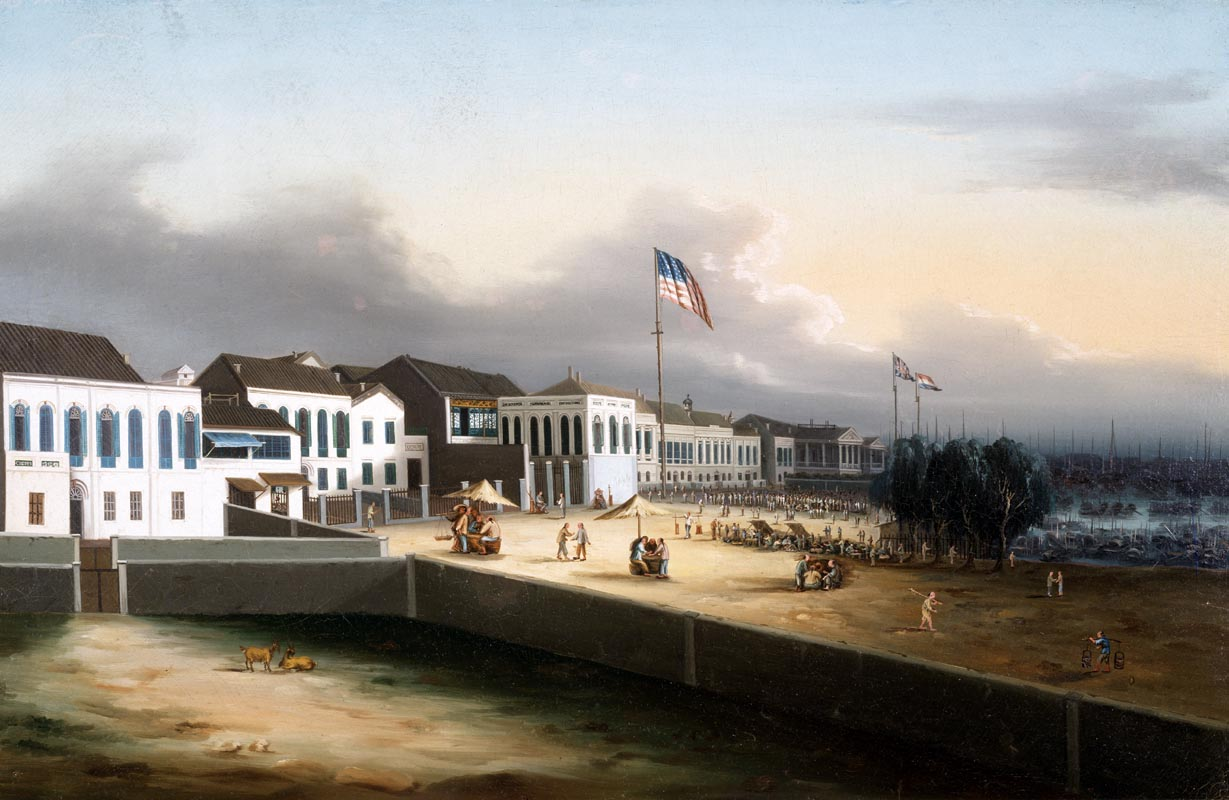
Manufactures étrangères à Canton, 1825~1835
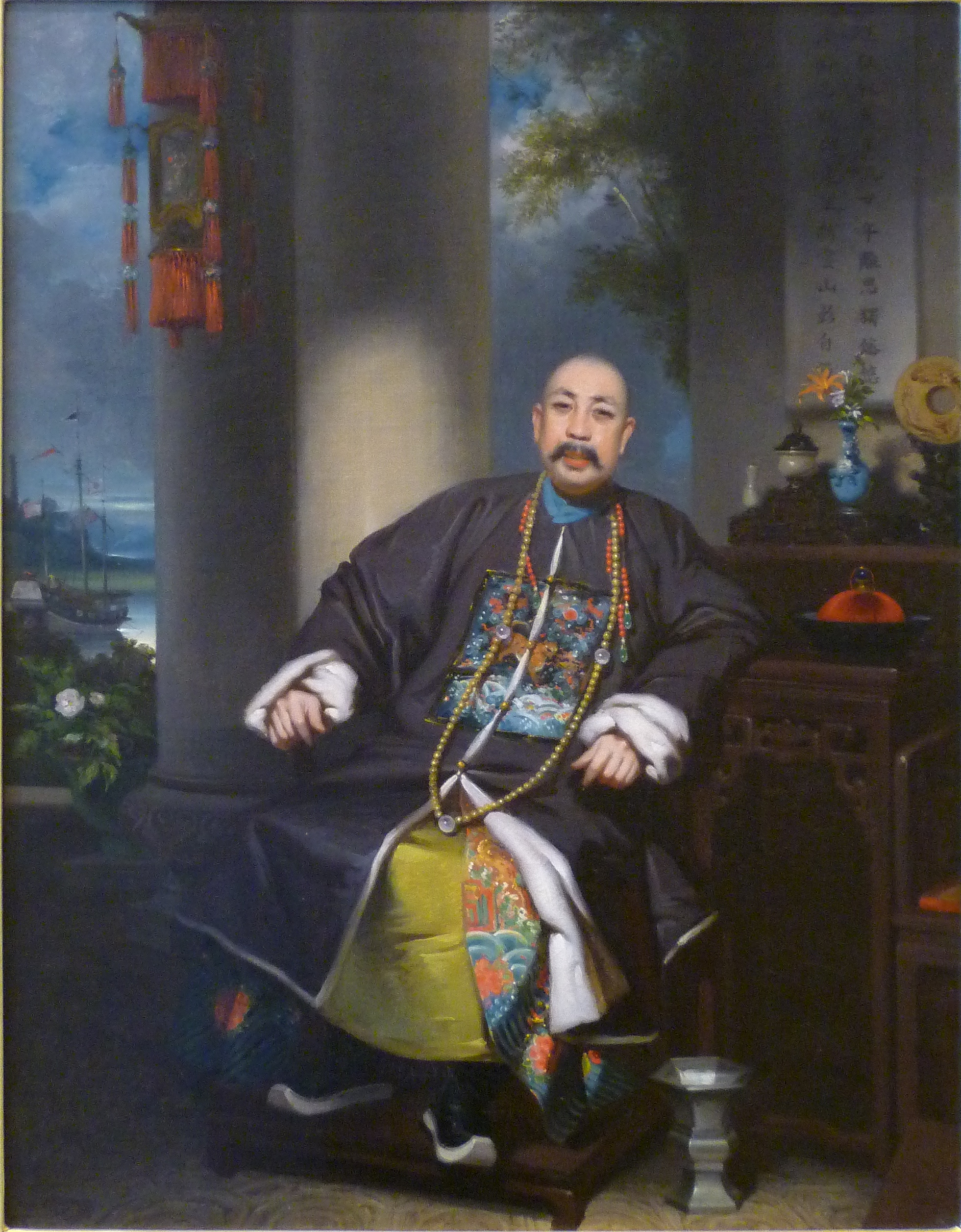
Mouqua ~1840
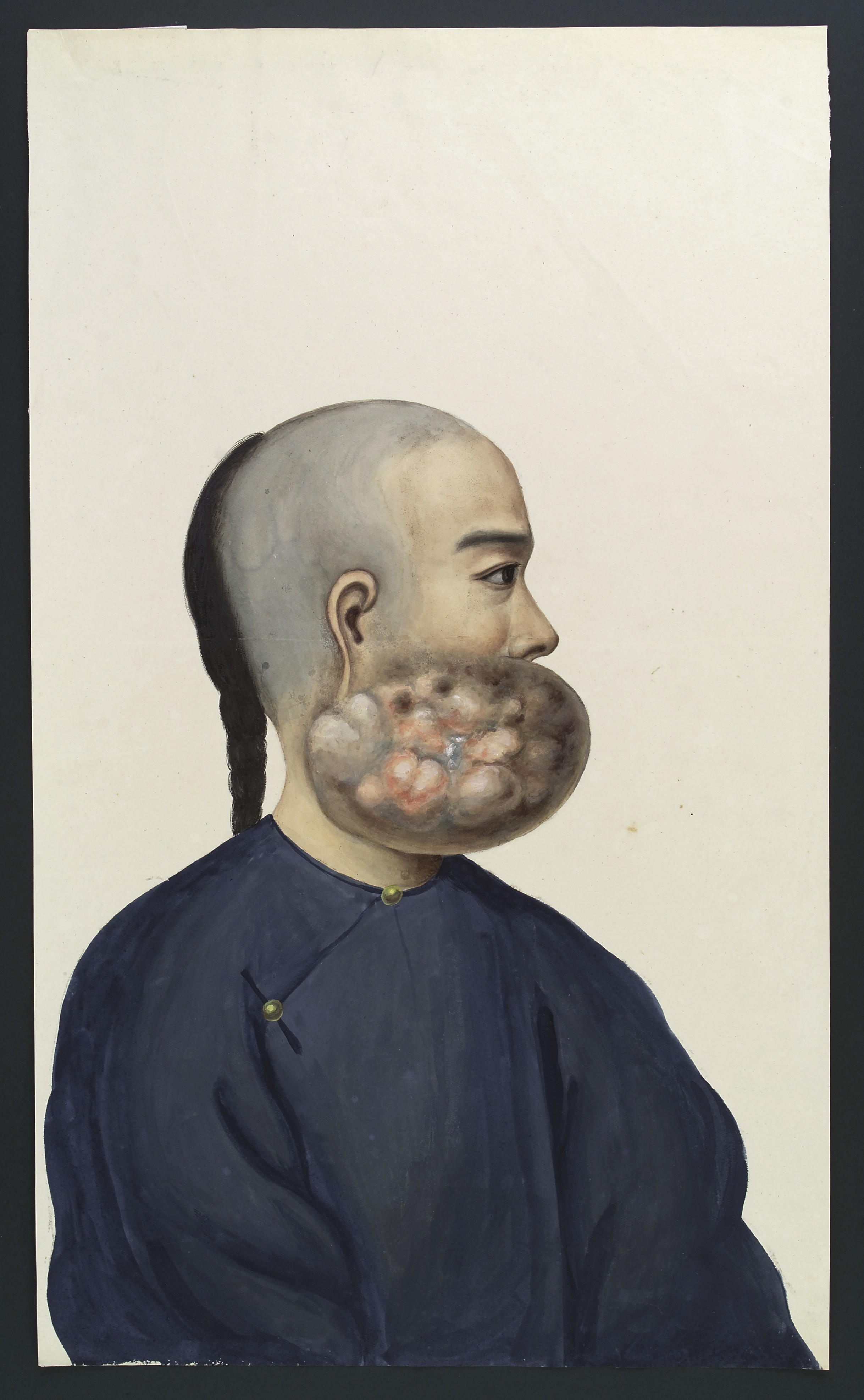
personne atteinte d'une tumeur
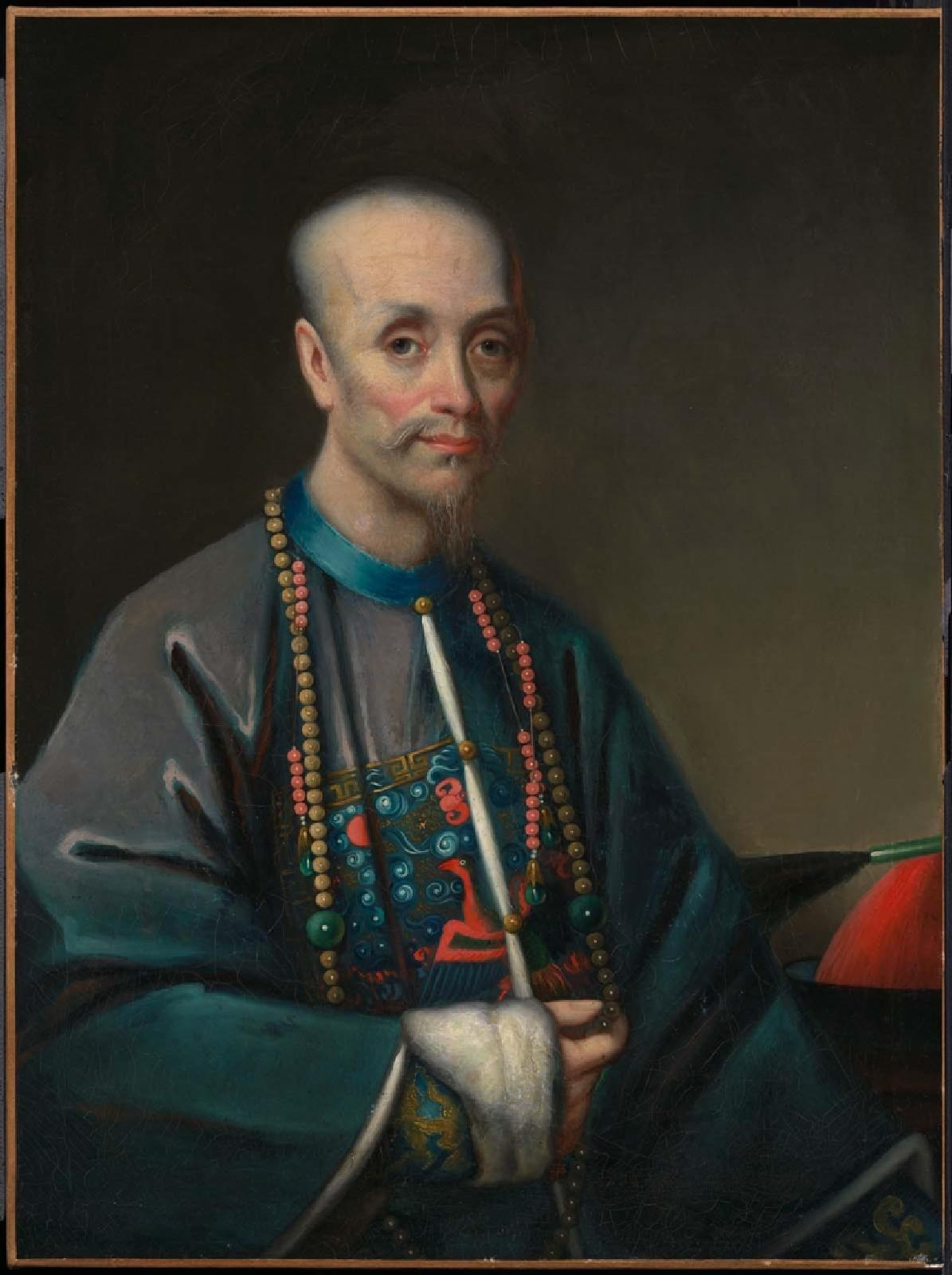
Howqua
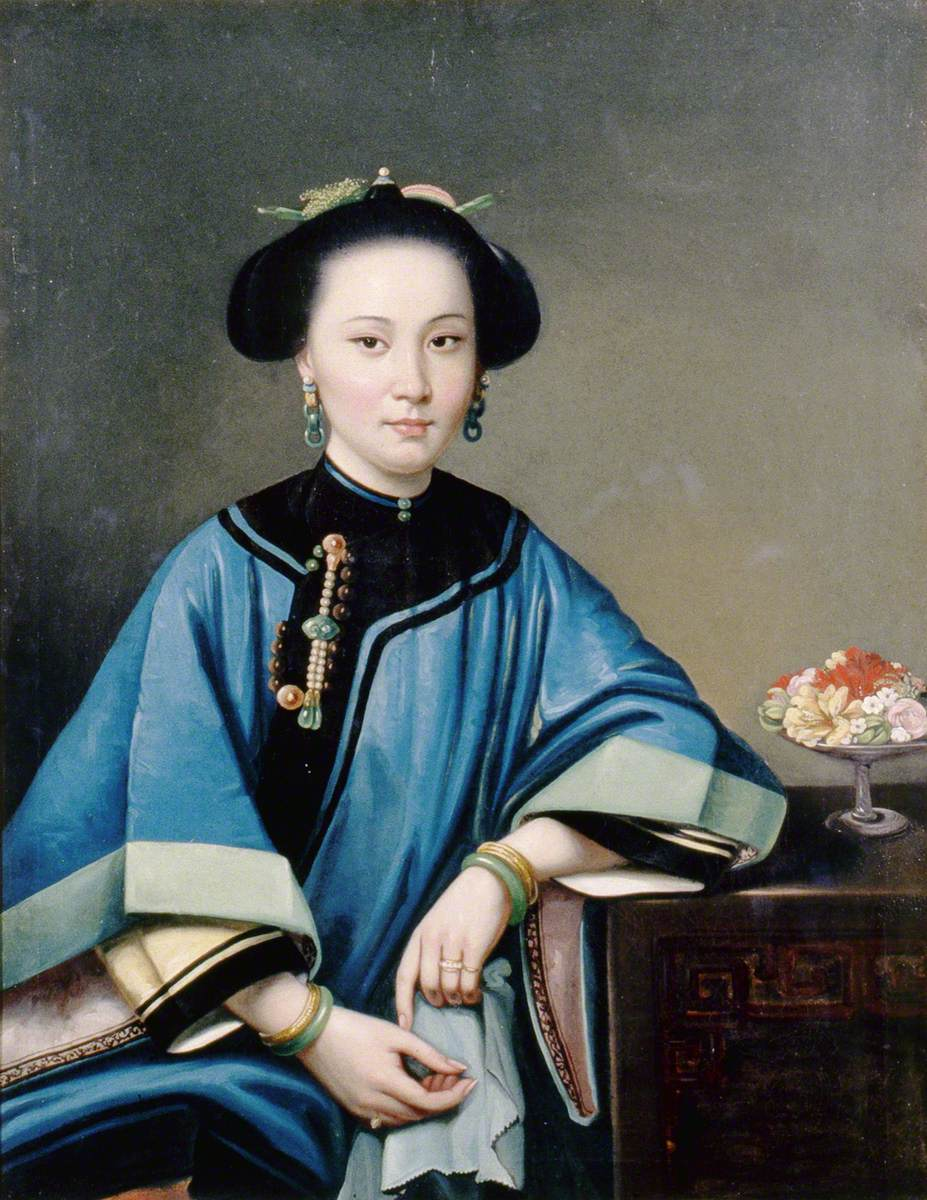
La quatrième concubine de Hexing
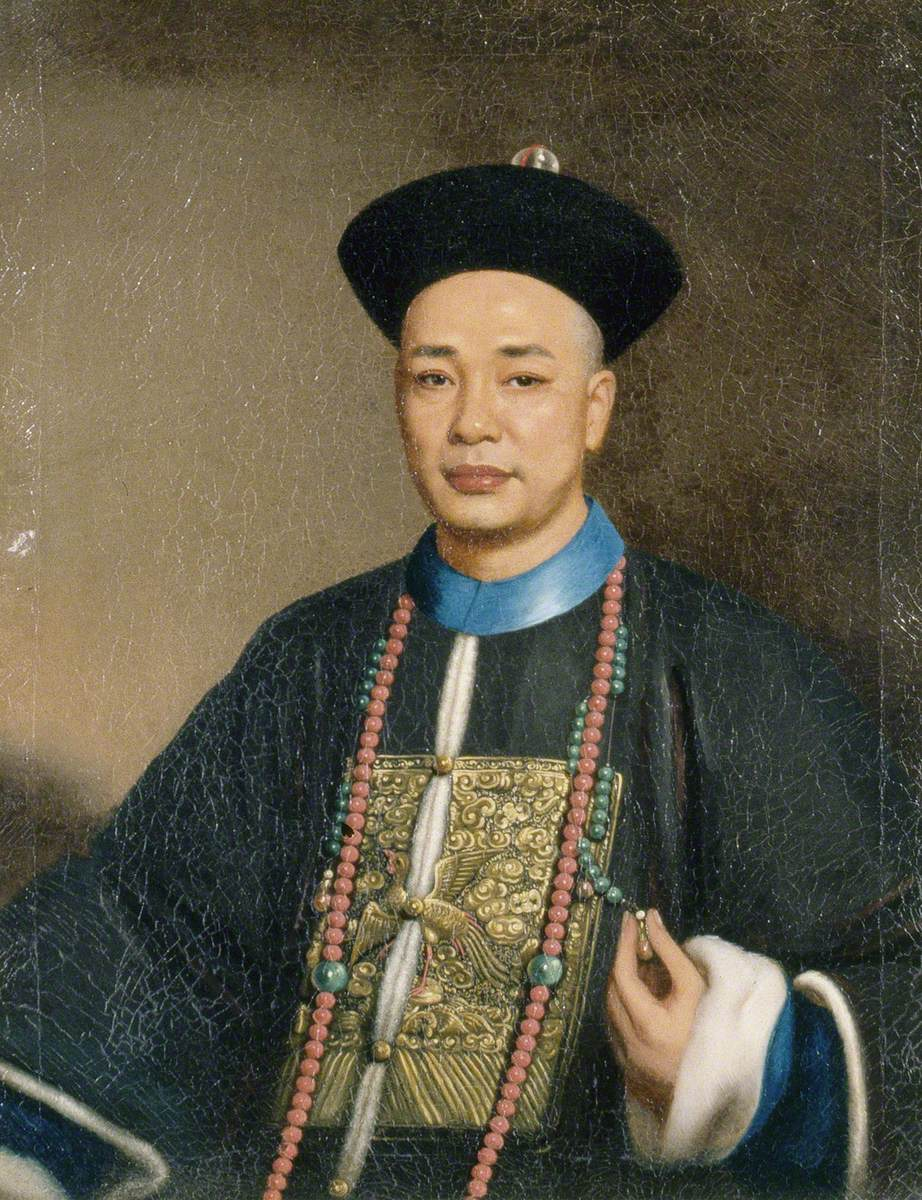
Hexing de Hong-Kong